# Benidorm
Benidorm é um município da Espanha na província de Alicante, comunidade autónoma da Comunidade Valenciana. Tem 38,51 km² de área e, em 2021, tinha 69 118 habitantes (densidade: 1 794,8 hab./km²).
Benidorm fica situada na chamada Costa Blanca (Costa Branca) e a sua principal fonte de riqueza é o turismo. De facto, as suas magníficas praias e a grande capacidade hoteleira tornaram esta cidade num dos mais importantes centros turísticos do Mediterrâneo e mesmo da Europa. De referir que atualmente o mais alto hotel da Europa se situa na Praia Poniente, o Gran Hotel Bali.
O edifício mais alto da cidade é, desde 2014, o In Tempo, que é também o quinto mais alto de Espanha.

## Municípios limítrofes

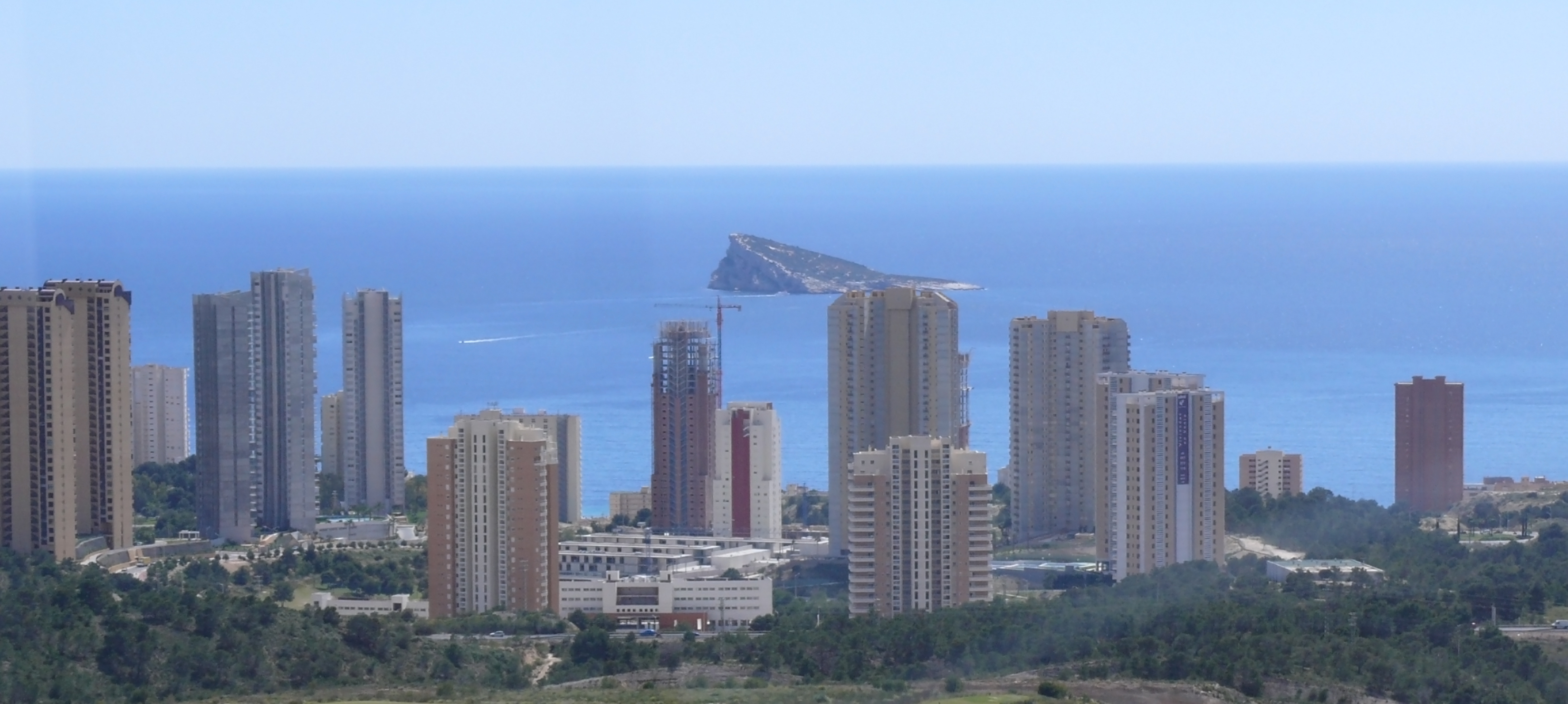
Vista de Benidorm e da ilha de Benidorm

Benidorm é limitado pelos municípios de L'Alfàs del Pi, Benimantell, Finestrat, La Nucía e Polop.

## História
Os levantamentos arqueológicos de Tossal de la Cala, um montículo situado no extremo da praia de Poniente, constituem prova da presença humana desde a Antiguidade na área do atual município de Benidorm. A cidade sofreu um grande desenvolvimento a partir da década de 1960, devido ao incremento do turismo. Hoje em dia é um dos principais centros turísticos de toda a Espanha, atraindo sobretudo famílias e pessoas sénior.

## Economia
O turismo é a principal atividade económica na cidade, sendo um dos maiores centros turísticos da Espanha e do Mediterrâneo, com a atração do sol e praia e uma desenvolvida rede hoteleira.

## Clima
| Mês                  | Média | Jan  | Fev  | Mar  | Abr  | Mai  | Jun  | Jul  | Ago  | Set  | Out  | Nov  | Diz  |
| -------------------- | ----- | ---- | ---- | ---- | ---- | ---- | ---- | ---- | ---- | ---- | ---- | ---- | ---- |
| Média Máxima °C      | 23,3  | 17,0 | 17,0 | 19,0 | 22,0 | 25,0 | 28,0 | 30,0 | 31,0 | 29,0 | 25,0 | 20,0 | 17,0 |
| Média minima °C      | 13,6  | 7,0  | 7,0  | 9,0  | 11,0 | 15,0 | 19,0 | 21,0 | 22,0 | 19,0 | 15,0 | 10,0 | 8,0  |
| Precipitação mm      | 22,7  | 22,6 | 17,4 | 31,2 | 33,6 | 11,4 | 6,2  | 4,6  | 7,1  | 39,4 | 38,8 | 50,1 | 9,8  |
| Fonte: eltiempo7.com |       |      |      |      |      |      |      |      |      |      |      |      |      |

## Geminação
- Le Cannet,  França
- Manizales,  Colômbia
- Miami,  Estados Unidos
- Viña del Mar,  Chile
- Esmeraldas,  Equador